# Anton Walkes
Anton Walkes (Londen, 8 februari 1997 – Miami (Florida), 19 januari 2023) was een Engels voetballer die bij voorkeur als defensieve middenvelder speelde.
Walkes begon zijn clubcarrière bij Premier League-club Tottenham Hotspur en speelde één keer voor de club, in de League Cup. In 2017 werd hij uitgeleend aan Atlanta United. Walkes werd vervolgens uitgeleend aan League One-club Portsmouth voordat hij in juli 2018 definitief door Portsmouth werd gecontracteerd. Hij bracht nog twee seizoenen door bij Portsmouth en won met hun de EFL Trophy in 2019, voordat hij terugkeerde naar Atlanta United, in januari 2020. Hij werd in 2022 gecontracteerd door Charlotte FC, waar hij bleef tot aan zijn dood een jaar later.
Walkes overleed op 25-jarige leeftijd ten gevolge van een bootongeluk.
Het ongeluk gebeurde op 18 januari vlak bij het Miami Marine Stadium.